# Moscatuero
Moscatuero es un despoblado que actualmente forma parte del concejo de Leciñana del Camino, que está situado en el municipio de Lantarón, en la provincia de Álava, País Vasco (España).

## Toponimia
A lo largo de los siglos ha sido conocido también con el nombre de Mascatuero

## Historia
Documentado desde 1025 (Reja de San Millán), que lo daba situado en la zona comprendida entre Arreo y Villabezana.
Se desconoce cuándo se despobló.
Actualmente sus tierras son conocidas con el topónimo de Moscadero.